# Tony Britts
Tony Britts (Anthony Menson Amuah, Gana, 24 de Novembro de 1955 - Londres, Junho de 1988) foi um ator e instrutor fitness Ganês-Britânico. Ele era instrutor fitness e fazia o quadro Twice as Fit no programa Breakfast da rede BBC.

## Vida pública e carreira
Nascido em Gana, Tony migrou para Londres ainda criança, onde cresceu e passou a maior parte de sua vida. Ele seguiu a carreira de instrutor físico e ator, tendo estrelado a série de TV "Jungle" na rede de televisão BBC em 1982, participando de 7 episódios como o personagem Gary. Em 1983, atuou em um documentário exibido na rede de televisão BBC "The Cleopatras", onde fez um papel secundário de um dançarino, em um dos episódios da série.
Em 1984 passou a integrar o programa Breakfast da BBC onde, uma vez por semana, apresentava orientações de exercícios físicos para serem feitos em casa. Na época, não foi um quadro que atraísse grande atenção do público. Em 2020, porém, com a quarentena gerada pela pandemia do corona vírus, a BBC passou a postar diversos conteúdos em seu arquivo histórico, entre eles, uma série de vídeos com as aulas de Tony, que se espalharam pela internet, gerando grande atenção da mídia e do público.
Britts atuou também em "Desejo de Matar 3" em 1985, assumindo o personagem Tulio, de pouco destaque, tendo sido essa sua última aparição artística.
Pouco se sabe da vida pessoal do ator. Sabe-se que ele era publicamente homossexual, mas não se tem informações sobre parceiros e sua vida familiar.

## Morte
Britts faleceu em meados de junho de 1988, vítima de complicações relacionadas a AIDS.

## Filmes e Séries
| Ano  | Título Original   | Notas                                  |
| ---- | ----------------- | -------------------------------------- |
| 1982 | Jangles           | Personagem Gary, por 7 episódios       |
| 1983 | The Cleopatras    | Interpretou um dançarino em 1 episódio |
| 1985 | Desejo de Matar 3 | Personagem Tulio                       |